# Belgische kampioenschappen atletiek 2001
In 2001 werden de Belgische kampioenschappen atletiek Alle Categorieën gehouden op 30 juni en 1 juli in het Koning Boudewijnstadion in Brussel, met uitzondering van het kogelslingeren voor mannen en vrouwen, dat op 29 juni 2001 plaatsvond in Kortrijk. 
De nationale kampioenschappen 10.000 m voor mannen en vrouwen werden in de week voorafgaand op 27 juni 2001 verwerkt in Duffel, terwijl het nationale kampioenschap 3000 m steeple voor vrouwen diezelfde dag plaatsvond in Tessenderlo. 

## Uitslagen
| Atleet                    | Prestatie   | Onderdeel            | Atlete                | Prestatie |
| ------------------------- | ----------- | -------------------- | --------------------- | --------- |
| Nathan Bongelo Bongelemba | 10,21 s (w) | 100 m                | Kim Gevaert           | 11,26 s   |
| Erik Wijmeersch           | 20,60 s     | 200 m                | Kim Gevaert           | 23,06 s   |
| Cédric Van Branteghem     | 46,35 s     | 400 m                | Sandra Stals          | 53,69 s   |
| Joeri Jansen              | 1.47,17     | 800 m                | Mieke Geens           | 2.07,79   |
| Jürgen Vandewiele         | 4.00,37     | 1500 m               | Veerle Dejaeghere     | 4.16,11   |
| Tom Compernolle           | 14.09,59    | 5000 m               | Stefanija Statkuvienė | 16.41,90  |
| Stefan Van Den Broek      | 29.21,66    | 10.000 m             | Mounia Aboulahcen     | 35.42,09  |
| -                         | -           | 100 m horden         | Nadine Grouwels       | 13,51 s   |
| Jonathan N'Senga          | 13,90 s     | 110 m horden         | -                     | -         |
| Stijn Verleyen            | 50,51 s     | 400 m horden         | Ann Mercken           | 56,34 s   |
| Maarten Vergote           | 8.55,69     | 3000 m steeplechase  | Sigrid Vanden Bempt   | 10.13,24  |
| Stijn Stroobants          | 2,14 m      | hoogspringen         | Sabrina De Leeuw      | 1,83 m    |
| Kevin Rans                | 5,35 m      | polsstokhoogspringen | Caroline Goetghebuer  | 3,95 m    |
| David Branle              | 7,77 m      | verspringen          | Sandra Swennen        | 5,99 m    |
| Djeke Mambo               | 16,29 m     | hink-stap-springen   | Sandra Swennen        | 13,14 m   |
| Wim Blondeel              | 17,47 m     | kogelstoten          | Veerle Blondeel       | 15,59 m   |
| Kris Coene                | 54,77 m     | discuswerpen         | Veerle Blondeel       | 55,12 m   |
| Marc Van Mensel           | 72,61 m     | speerwerpen          | Heidi Mariën          | 49,60 m   |
| Jelle Degraeuwe           | 63,35 m     | kogelslingeren       | Sarah Luyimi-Mbala    | 48,80 m   |

1889 · 
1890 · 
1891 · 
1892 · 
1893 · 
1894 · 
1895 · 
1896 · 
1897 · 
1898 · 
1899 · 
1900 · 
1901 · 
1902 · 
1903 · 
1904 · 
1905 · 
1906 ·
1907 ·
1908 · 
1909 · 
1910 · 
1911 · 
1912 · 
1913 · 
1914 · 
1919 · 
1920 · 
1921 · 
1922 · 
1923 · 
1924 · 
1925 · 
1926 · 
1927 · 
1928 · 
1929 · 
1930 · 
1931 · 
1932 · 
1933 · 
1934 · 
1935 · 
1936 · 
1937 · 
1938 · 
1939 · 
1940 · 
1941 · 
1942 · 
1943 · 
1944 · 
1945 · 
1946 · 
1947 · 
1948 · 
1949 · 
1950 · 
1951 · 
1952 · 
1953 · 
1954 · 
1955 · 
1956 · 
1957 · 
1958 · 
1959 · 
1960 · 
1961 · 
1962 · 
1963 · 
1964 · 
1965 · 
1966 · 
1967 · 
1968 · 
1969 · 
1970 · 
1971 · 
1972 · 
1973 · 
1974 · 
1975 · 
1976 · 
1977 · 
1978 · 
1979 · 
1980 · 
1981 · 
1982 · 
1983 · 
1984 · 
1985 · 
1986 · 
1987 · 
1988 · 
1989 · 
1990 · 
1991 · 
1992 · 
1993 · 
1994 ·
1995 · 
1996 · 
1997 · 
1998 · 
1999 · 
2000 · 
2001 · 
2002 · 
2003 · 
2004 · 
2005 · 
2006 · 
2007 · 
2008 · 
2009 · 
2010 · 
2011 · 
2012 · 
2013 · 
2014 · 
2015 · 
2016 · 
2017 · 
2018 · 
2019 · 
2020 · 
2021 · 
2022 · 
2023 · 
2024